# NGC 3640
NGC 3607 je eliptická galaxie v souhvězdí Lva. Objevil ji William Herschel 23. února 1784. Od Země je vzdálená přibližně 88 milionů světelných let a je členem Skupiny galaxií Lev II.
Na obloze se dá najít v jižním výběžku souhvězdí asi 1,7 severozápadně od hvězdy Tau Leonis (τ Leo). Je viditelná i menším hvězdářským dalekohledem, který ji ukáže jako drobnou mlhavou skvrnu. Větší dalekohledy ukážou kromě jejího jasného jádra i okolní eliptické halo.